# Coupe d'Islande de football 1990
La coupe d'Islande 1990 de football est la 31e édition de la Coupe nationale de football.
Elle s'est disputée du 29 mai 1990 au 27 août 1990, avec la finale jouée au Laugardalsvöllur à Reykjavik.
La Coupe revêt une haute importance puisque le vainqueur est qualifié pour la Coupe des Coupes (Si un club gagne à la fois le championnat et la Coupe, c'est le finaliste de la Coupe qui prend sa place en Coupe des Coupes).
Les 10 clubs de 1. Deild ne rentrent qu'en huitièmes de finale, alors que les clubs des divisions inférieures entrent au fur et à mesure des 3 tours préliminaires. Les équipes se rencontrent sur un  match simple. En cas de match nul, une séance de tirs au but détermine le vainqueur.
Pour la première fois dans l'histoire de la compétition, la finale se termine sur un match nul après les prolongations. Contrairement aux autres tours, il n'y a pas de finale, mais un 2e match est disputé, avec cette fois une séance de tirs au but prévue en cas de nouveau nul après prolongations. C'est le cas de figure qui s'est produit cette saison avec la finale (entre le Valur Reykjavik et le KR Reykjavik) qui doit être rejouée et qui se termine aux tirs au but au terme du 2e match. Le Valur Reykjavik gagne la 6e Coupe d'Islande de son histoire  et se qualifie du même coup pour la Coupe des Coupes. 

## Premier tour
| Équipe 1                  | Résultat | Équipe 2                |
| ------------------------- | -------- | ----------------------- |
| Fylkir Reykjavik (D2)     | 2 - 1    | UMF Grindavík (D2)      |
| UMFL þórshafnar           | 2 - 5    | Reynir Arskrofjordur    |
| Ernir Ísafjörður          | 2 - 3    | ÍBK Keflavík (D2)       |
| UMF Njarðvík              | 0 - 1    | Armann Reykjavik        |
| Valur Reyðarfjörður       | 1 - 2    | þrottur Norðfjörður     |
| Hafnir                    | 0 - 4    | Víðir Garður '(D2)      |
| Höttur Egilsstaðir        | 0 - 1    | Einherji (D3)           |
| Leiftur Ólafsfjörður (D2) | 3 - 1    | Völsungur Húsavík (D3)  |
| TBA                       | 0 - 2    | Magni Grenivík          |
| UMFS Dalvík               | 1 - 2    | KS Siglufjörður (D2)    |
| Hamar Hveragerði          | 0 - 2    | BÍ Ísafjorður           |
| Vikingur Olafsvik         | 0 - 1    | Afturelding Mosfellsbær |
| Leiknir Faskrusfjörður    | 4 - 2    | Austri Eskifjörður      |
| þrottur Reykjavik (D3)    | 3 - 0    | AEgir þorlakshofn       |
| UMF Selfoss (D2)          | 6 - 0    | TBR                     |
| Reynir Sandgerði          | 5 - 1    | Arvakur Háskola         |
| IR Reykjavik (D2)         | 6 - 0    | Vikverji                |
| UMF Skallagrimur          | 2 - 1    | Leiknir Reykjavik       |
| Huginn Seyðisfjörður      | 4 - 4    | Sindri Höfn             |
| Breiðablik Kopavogur (D2) | 3 - 0    | Snaefell                |

## Deuxième tour
| Équipe 1                  | Résultat | Équipe 2                     |
| ------------------------- | -------- | ---------------------------- |
| Neisti Hof                | 0 - 6    | Tindastoll Saudarkrokur (D2) |
| Stokkseyri                | 0 - 4    | Afturelding Mosfellsbær      |
| Armann Reykjavik          | 2 - 4    | Grótta Seltjarnarnes         |
| Hvöt Blönduós             | 1 - 6    | KS Siglufjörður (D2)         |
| Leiknir Faskrúsfjörður    | 2 - 3    | Einherji (D3)                |
| Reynir Sandgerði          | 0 - 1    | IR Reykjavik (D2)            |
| BÍ Ísafjorður             | 1 - 2    | Haukar Hafnarfjörður (D3)    |
| Víðir Garður (D2)         | 3 - 6    | UMF Selfoss (D2)             |
| ÍBK Keflavík (D2)         | 3 - 1    | IK Kopavogur                 |
| Leiftur Ólafsfjörður (D2) | 5 - 0    | Magni Grenivík               |
| Sindri Höfn               | 5 - 4    | þrottur Norðfjörður          |
| Fylkir Reykjavik (D2)     | 1 - 2    | þrottur Reykjavik (D3)       |
| HSþB                      | 4 - 2    | Reynir A.                    |
| Breiðablik Kopavogur (D2) | 5 - 1    | UMF Skallagrimur             |

## Troisième tour
| Équipe 1                     | Résultat | Équipe 2                  |
| ---------------------------- | -------- | ------------------------- |
| Grótta Seltjarnarnes         | 0 - 3    | Breiðablik Kopavogur (D2) |
| HSþB                         | 2 - 5    | KS Siglufjörður (D2)      |
| Tindastoll Saudarkrokur (D2) | 2 - 1    | Leiftur Ólafsfjörður (D2) |
| UMF Selfoss (D2)             | 5 - 1    | Afturelding Mosfellsbær   |
| Sindri Höfn                  | 1 - 0    | Einherji (D3)             |
| Haukar Hafnarfjörður (D3)    | 0 - 2    | ÍBK Keflavík (D2)         |
| þrottur Reykjavik (D3)       | 0 - 3    | IR Reykjavik (D2)         |

## Tour intermédiaire
- 7 équipes sont issues du 3e tour, mais seulement 6 équipes sont qualifiées pour les huitièmes de finale, il y a donc un match de barrage entre 2 des équipes qualifiées, le KS et Tindastoll.

| Équipe 1             | Résultat | Équipe 2                     |
| -------------------- | -------- | ---------------------------- |
| KS Siglufjordur (D2) | 5 - 4    | Tindastoll Saudarkrokur (D2) |

## Huitièmes de finale
- Entrée en lice des 10 équipes de 1. Deild

| Équipe 1                  | Résultat | Équipe 2                |
| ------------------------- | -------- | ----------------------- |
| ÍA Akranes (D1)           | 2 - 0    | KA Akureyri (D1)        |
| Vikingur Reykjavik (D1)   | 4 - 1    | KS Siglfjörður (D2)     |
| ÍBK Keflavík (D2)         | 1 - 1    | ÍBV Vestmannaeyjar (D1) |
| UMF Selfoss (D2)          | 3 - 3    | IR Reykjavik (D2)       |
| Breiðablik Kopavogur (D2) | 1 - 0    | þor Akureyri (D1)       |
| Sindri Höfn               | 0 - 2    | KR Reykjavik (D1)       |
| FH Hafnarfjörður (D1)     | 1 - 2    | Stjarnan Gardabaer (D1) |
| Valur Reykjavik (D1)      | 3 - 3    | Fram Reykjavik (D1)     |

## Quarts de finale
| Équipe 1                | Résultat | Équipe 2                  |
| ----------------------- | -------- | ------------------------- |
| Vikingur Reykjavik (D1) | 2 - 1    | Stjarnan Gardabaer (D1)   |
| Valur Reykjavik (D1)    | 2 - 0    | Breiðablik Kopavogur (D2) |
| KR Reykjavik (D1)       | 3 - 0    | ÍA Akranes (D1)           |
| ÍBK Keflavík (D2)       | 3 - 2    | UMF Selfoss (D2)          |

## Demi-finales
| Équipe 1             | Résultat | Équipe 2                |
| -------------------- | -------- | ----------------------- |
| Valur Reykjavik (D1) | 2 - 0    | Vikingur Reykjavik (D1) |
| ÍBK Keflavík (D2)    | 2 - 4    | KR Reykjavik (D1)       |

## Finale
| 26 août 1990 | KR Reykjavik (D1)      | 1 - 1 a. p. | Valur Reykjavik (D1) | Laugardalsvöllur, Reykjavik                         |                                                     |
|              | Runnar Kristinsson 20e |             | þordur Bogason 74e   | Spectateurs : 4 279 Arbitrage : þorvalður Björnsson | Spectateurs : 4 279 Arbitrage : þorvalður Björnsson |
|              | Rapport                |             |                      | Spectateurs : 4 279 Arbitrage : þorvalður Björnsson | Spectateurs : 4 279 Arbitrage : þorvalður Björnsson |

| Finale rejouée | Valur Reykjavik (D1) | 0 - 0 a. p.       | KR Reykjavik (D1)                                                                                                   | Laugardalsvöllur, Reykjavik                         |                                                     |
| 29 août 1990   | |                   | | Spectateurs : 3 422 Arbitrage : þorvalður Björnsson | Spectateurs : 3 422 Arbitrage : þorvalður Björnsson |
| 29 août 1990   | Rapport |                   | | Spectateurs : 3 422 Arbitrage : þorvalður Björnsson | Spectateurs : 3 422 Arbitrage : þorvalður Björnsson |
| 29 août 1990   | · Saevar Jonsson · Steinar Adolfsson · Anthony Karl Gregory · Snaevar Hreinsson · Gunnar Mar Masson · Sigurjon Kristjansson | Tirs au but 5 - 4 | · Petur Petursson · Ragnar Margeirsson · Sigurdur Bjorgvinsson · Bjorn Rafnsson · Atli Edvaldsson · Gunnar Skulason | Spectateurs : 3 422 Arbitrage : þorvalður Björnsson | Spectateurs : 3 422 Arbitrage : þorvalður Björnsson |

- Le Valur Reykjavik remporte sa 6e Coupe d'Islande et est qualifié pour la Coupe des Coupes 1991-1992.